# Gerätezusammensetzer
Der Gerätezusammensetzer war bis zum 31. August 2013 ein staatlich anerkannter Ausbildungsberuf nach Berufsbildungsgesetz (BBiG). Er wurde am 1. August 2013 durch den Beruf Fachkraft für Metalltechnik ersetzt.

## Ausbildungsdauer und Struktur
Die Ausbildungsdauer zum Gerätezusammensetzer beträgt in der Regel 18 Monate. Die Ausbildung erfolgt an den Lernorten Betrieb und Berufsschule.
Der Beruf gilt als so genannter „Alt-Metall-Beruf“, da er bereits vor dem Inkrafttreten des Berufbildungsgesetzes existiert. Er wurde am 2. Oktober 1939 anerkannt. Diese Berufe gelten nach § 108 Abs. 1 BBiG als Ausbildungsberufe im Sinne des § 25 BBiG, bis eine reguläre Ausbildungsordnung geschaffen wird.

## Arbeitsgebiete
Gerätezusammensetzer arbeiten in Betrieben der industriellen Fertigung, beispielsweise im Maschinen- und Anlagenbau, bei den Herstellern von  Medizin- oder Elektrotechnik. Sie können auch im Fahrzeugbau beschäftigt sein. In diesen Branchen montieren sie Geräte und Bauteile für Kleinmaschinen zusammen.

## Entwicklung
Die Ausbildungsvorschriften für den Beruf aus dem Jahr 1939 waren veraltet. Es fehlte eine Ausbildungsordnung mit detaillierten Inhalten sowie modernen Prüfungsanforderungen. Das Bundesinstitut für Berufsbildung (BiBB) hatte daher im Jahr 2009 diesen und weitere Berufe vor dem Inkrafttreten des Berufsbildungsgesetzes untersucht.
Das BiBB kommt in seiner Untersuchung zu dem Schluss, dass diese Ausbildungsberufe in einen neuen Ausbildungsberuf mit Schwerpunkten oder Fachrichtungen einfließen könnten. Als Arbeitstitel wurde Fachkraft für Metalltechnik gewählt. Der Beruf könnte einen breit angelegten Qualifizierungssockel umfassen und im zweiten Jahr eine Differenzierung in einzelne Bereiche vornehmen. Innerhalb dieses Berufes könnten die Qualifikationen eines Gerätezusammensetzers gemeinsam mit denen der Teilezurichters und des Maschinenzusammensetzers in einem Schwerpunkt „Montagetechnik“ gebündelt werden.
Denkbar wäre weiterhin, dass ein Auszubildender, der seine Ausbildung als Fachkraft für Metalltechnik erfolgreich abgelegt hat, seine Ausbildung in einem drei oder dreieinhalbjährigen industriellen Metallberuf fortsetzen kann, z. B. als Industriemechaniker oder Verfahrensmechaniker für Kunststoff- und Kautschuktechnik. Dabei sollte die bereits absolvierte Ausbildungszeit angerechnet werden. Diese Überlegungen wurden mit der Neuordnung der Fachkraft für Metalltechnik umgesetzt.